# 이와미군

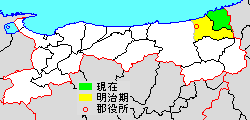
이와미 군의 위치

이와미군(일본어: 岩美郡, ひかわぐん)은 일본 돗토리현의 군이다.
인구 10,204명, 면적 122.32km², 인구밀도 83.4명/km².(2025년 3월 1일, 추계인구)
이하 1정으로 구성된다.
- 이와미정(岩美町)

## 역사
- 2004년 11월 1일 - 고후쿠 정·후쿠베 촌이 돗토리시에 편입되었다.